# Capparis membranifolia
Capparis membranifolia är en kaprisväxtart som beskrevs av Wilhelm Sulpiz Kurz. Capparis membranifolia ingår i släktet Capparis och familjen kaprisväxter. Inga underarter finns listade i Catalogue of Life.